# Белоуха якамара
Белоухата якамара (Galbalcyrhynchus leucotis) е вид птица от семейство Якамарови (Galbulidae).

## Разпространение
Видът е разпространен в Бразилия, Еквадор, Колумбия и Перу.